# Plethodon dorsalis
Plethodon dorsalis är en groddjursart som beskrevs av Cope 1889. Plethodon dorsalis ingår i släktet Plethodon och familjen lunglösa salamandrar. IUCN kategoriserar arten globalt som livskraftig. Inga underarter finns listade i Catalogue of Life.